# ウラジーミル・ユーリエヴィチ (ムーロム公)
ウラジーミル・ユーリエヴィチ（ロシア語: Владимир Юрьевич、生年不明 - 1203年）は、ムーロム公ユーリーの長男である。ムーロム公：1174年 - 1203年。
1174年、アンドレイ・ボゴリュブスキー死後の権力闘争の最中にあるウラジーミル大公国の、ヤロポルク（アンドレイの甥）に加勢し、その政敵であるミハイル（アンドレイの弟）と戦った。また1196年には、ウラジーミル大公位を得たフセヴォロドがチェルニゴフ公国領へ遠征するのに従軍した。
ウラジーミルの死後は弟のダヴィド(ru)がムーロム公位を継いだ。